# Anatomia topograficzna
Anatomia topograficzna – dział anatomii zajmujący się badaniem wzajemnego położenia narządów w ciele.
Pokrewną dziedziną jest anatomia stratograficzna, badająca ciało pod względem różnych warstw, z których ono powstało.